# Anil Al-Rebholz
Anil Al-Rebholz ist eine deutsch-türkische Soziologin. Ihre Arbeitsschwerpunkte sind Transnationalisierung, Migration und Geschlecht sowie Politische Soziologie und Wissensproduktion.

## Leben
Anıl Al-Rebholz studierte zunächst an der englischsprachigen Bosporus-Universität in Istanbul sowie Soziologie an der Johann Wolfgang Goethe-Universität Frankfurt am Main und wurde 2009 mit der Dissertation Das Ringen um die Zivilgesellschaft in der Türkei. Intellektuelle Diskurse, oppositionelle Gruppen und soziale Bewegungen seit 1980 zum Dr. phil. promoviert. Sie ist derzeit wissenschaftliche Mitarbeiterin im Forschungsprojekt „Familien-Orientierungen und Gender-Differenzen in mehrgenerationalen transnationalen Migrationsprozessen“ und Lehrbeauftragte für Gesellschaftswissenschaften am Cornelia Goethe Centrum für Frauenstudien und die Erforschung der Geschlechterverhältnisse der Universität Frankfurt am Main. Sie beschäftigt sich in ihrer Forschung schwerpunktmäßig mit Gender Studies, Politiksoziologie und Wissensproduktion. Einen wissenschaftlichen Beitrag veröffentlichte sie in einer Publikation der Hanns-Seidel-Stiftung.

## Rezeption
Das Werk Das Ringen um die Zivilgesellschaft in der Türkei fand positive Buchbesprechungen. So urteilte Ayse Esra Dursun (Universität Wien): „Zusammenfassend bietet das Werk einen exzellenten Beitrag zu einer neueren Lesart des Staat-Zivilgesellschaft-Verhältnisses in der Türkei, die mithilfe hegemonietheoretischer Ansätze die Dichotomie von repressivem Staat vs. demokratischer Zivilgesellschaft infrage stellt.“
Der Politologe Matthias Lemke schließt seine Rezension damit, dass „... der Begriff der Zivilgesellschaft eine spannende funktionale beziehungsweise instrumentelle Umdeutung“ erfahre. Al-Rebholz interpretiere ihn als „Schwächung staatlicher Institutionen gegenüber einer neoliberalen Ökonomisierung“ anstelle des Ausdrucks einer starken Demokratie, was wiederum impliziert, „dass die türkische Zivilgesellschaft entweder nicht echt oder aber von dritter Seite instrumentalisiert ist“. Auf beeindruckende Weise führe Al-Rebholz die Brisanz dieser Wendung auch theoretisch begründet vor, „dass eine weiterführende Diskussion auf Basis ihres Buches unbedingt angezeigt ist.“
Das Buch könne eine wertvolle Erkenntnisquelle über die türkische Gesellschaft werden, befindet Ingo Arend in seiner Rezension für die TAZ. Anıl Al-Rebholz kombiniere Theorie und Empirie: sie lasse zum Beispiel „die Entwicklung der Intellektuellen vom Osmanischen Reich bis zur türkischen Republik Revue passieren“ und zeichne die Versuche nach, „den Islam als „kulturellen Zement“ der türkischen Gesellschaft zu instrumentalisieren“.

## Schriften (Auswahl)

### Monografien
- Das Ringen um die Zivilgesellschaft in der Türkei. Intellektuelle Diskurse, oppositionelle Gruppen und soziale Bewegungen seit 1980. transcript Verlag, Bielefeld 2012, ISBN 978-3-8376-1770-2. (Zugl.: Frankfurt (Main), Univ., Diss., 2009).[7][8]

### Beiträge in Sammelbänden
- Feminist Production of Knowledge and Redefinition of Politics in Turkey. In: Lena Behmenburg u. a. (Hrsg.): Wissenschaf(f)t Geschlecht. Machtverhältnisse und feministische Wissensproduktion. (= Frankfurter Feministische Texte, Sozialwissenschaften. 9). Helmer, Königstein/Taunus 2007, ISBN 978-3-89741-225-5, S. 217–234.
- Zivilgesellschaft, NGOisierung und Frauenbewegungen in der Türkei der 2000er Jahre. In: Ilker Ataç, Bülent Küçük, Ulaş Şener (Hrsg.): Perspektiven auf die Türkei. Ökonomische und gesellschaftliche (Dis)Kontinuitäten im Kontext der Europäisierung. Verlag Westfälisches Dampfboot, Münster 2008, ISBN 978-3-89691-744-7, S. 321–341.
- Regieren der Geschlechterverhältnisse im Wandel. Transnationale Strategien der Frauenbewegungen in der Türkei. In: Governing Gender. Feministische Studien zum Wandel des Regierens. Femina Politica, ISSN 1433-6359, 19, 2010, 2, S. 74–87.
- Die Entwicklung der Zivilgesellschaft in der Türkei. In: Bernd Rill (Hrsg.): Türkische Innenpolitik. Abschied vom Kemalismus? (= Argumente und Materialien zum Zeitgeschehen. Nr. 86). Hanns-Seidel-Stiftung, München 2013, ISBN 978-3-88795-420-8, S. 39–49. (PDF; 1,9 MB).
- Gendered subjectivity and intersectional political agency in transnational space. The case of Turkish and Kurdish women's NGO activists. In: Angela R. Wilson (Hrsg.): Situating intersectionality. Politics, policy, and power. Palgrave Macmillan, New York 2013, ISBN 978-1-137-02511-1, Kapitel 5, S. 107–130 (eingeschränkte Vorschau in der Google-Buchsuche).